# Noc św. Bartłomieja
Noc św. Bartłomieja, zwana również krwawym weselem paryskim, a przez analogię do nieszporów sycylijskich jutrznią paryską – potoczne określenie rzezi na hugenotach (francuskich ewangelikach reformowanych – kalwinach) dokonanej przez katolików w Paryżu, która miała miejsce w nocy z 23 na 24 sierpnia 1572. Nazwa pochodzi od św. Bartłomieja Apostoła, którego święto liturgiczne przypada na 24 sierpnia.

## Tło historyczne

### Ślub i atak protestantów na Niderlandy
Francja była wyniszczona buntami hugenotów, które w ciągu 10 lat wybuchały trzy razy. Katarzyna Medycejska uznała, że jedyną szansą na zaprowadzenie pokoju jest małżeństwo Henryka, syna kalwińskiej królowej Nawarry Joanny d’Albret, z jej córką Małgorzatą. W przygotowaniach do ślubu uczestniczyły tysiące kalwinów, a sama Katarzyna okłamała kardynała de Bourbon, że papież Grzegorz XIII udzielił dyspensy na ślub.
Tymczasem w Niderlandach zaistniała groźba zbrojnego konfliktu. 1 kwietnia 1572 roku holenderska flota piratów kalwińskich zaatakowała i zdobyła miasto Brill, plądrując przy tym kościoły i zabijając 13 mnichów. Z miasta uczyniono piracką bazę, a następnego dnia zdobyto port Enkhuizen. Piraci w memorandum zwrócili się do królowej Elżbiety I, aby udzieliła im pomocy w walkach.
Francuscy kalwini zaczęli domagać się, aby król opowiedział się po stronie kalwińskich buntowników, dążenia te popierał hugenot admirał Gaspard II de Coligny. 19 maja zebrała się rada królewska, Coligny żądał udzielenia pełnego poparcia buntownikom w Niderlandach i zawarcia przymierza z Wilhelmem Orańskim, twierdząc przy tym, że można zaryzykować wojnę z katolicką Hiszpanią. Natomiast biskup Jean Morviliers z Orleanu stwierdził, że większość Holendrów nie popiera protestanckiej religii i staną do walki przeciwko hugenotom i Francji, zaś ewentualna wojna będzie krwawa i wyczerpująca.
Ostatecznie 26 czerwca, odrzucono pomysł Coligny’ego. Oburzony admirał zagroził królowi Karolowi IX, że ten i tak poprze hugenockich buntowników. Niedługo potem doszło do kryzysu dyplomatycznego z Hiszpanią, gdyż odnaleziono list Karola, który wskazywał, że król przyrzekł wspomóc Ludwika, hrabiego z Nassau. Coligny wykorzystał ten fakt, aby wywołać wojnę z Hiszpanią, jednak Katarzyna przekonała syna, aby szybko wycofał się z obietnicy pomocy hugenotom, a sam król stwierdził, że hugenoci weszli do Niderlandów bez jego wiedzy. 9 sierpnia odbyło się posiedzenie francuskiej rady królewskiej, która miała zdecydować czy przystąpić do wojny. Coligny dalej się za tym opowiadał, obiecując 19 tys. żołnierzy. Marszałek Tavanenes i Katarzyna przekonali ostatecznie radę, aby nie wywoływać wojny z Hiszpanią. Coligny wyszedł oburzony z posiedzenia.

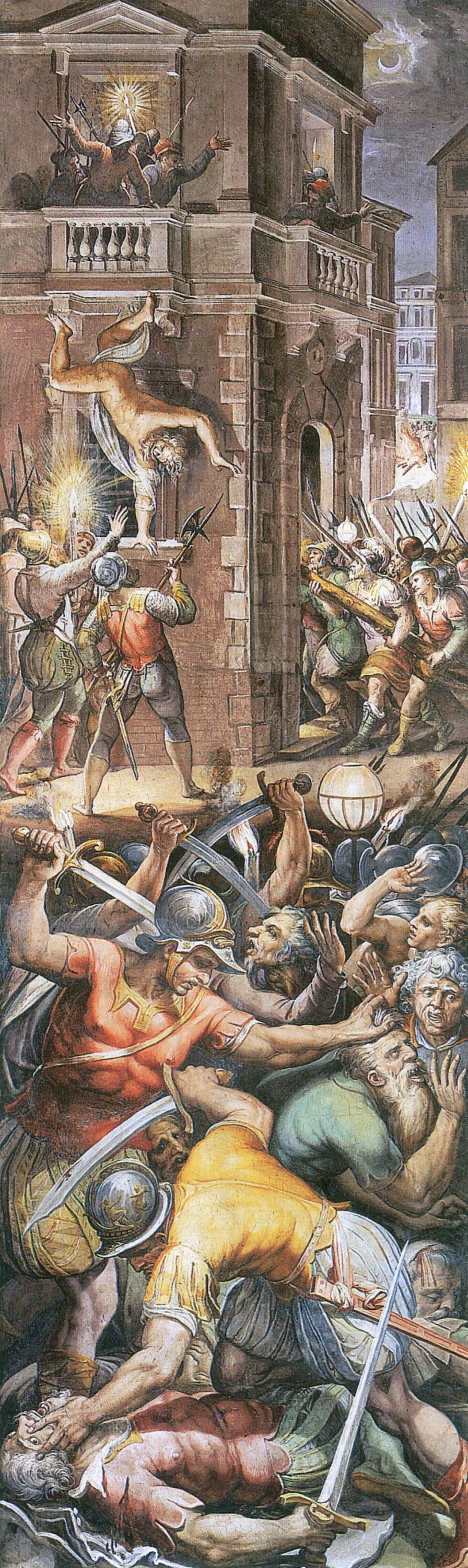
Obraz Giorgio Vasariego namalowany na życzenie papieża Grzegorza XIII (Watykan).

### Zamach na admirała Gasparda II de Coligny
Królowa Katarzyna bała się Coligny'ego i siły hugenotów (którzy stanowili około 10% ludności Francji), dlatego, prawdopodobnie z Anną d’Este, opracowała plan zamordowania admirała, wykorzystując do tego Charlesa de Louviersa. Zamach przeprowadzony 22 sierpnia nie powiódł się, jednak Coligny został ranny w ramię. Wbrew sugestiom doradców nie uciekł z Paryża, powodem była bolesna rana od kuli. Król, który nie wiedział, że to jego matka zorganizowała zamach, przyznał Coligny’emu ochronę.
Hugenoci, którzy jeszcze nie opuścili Paryża po ślubie Henryka z Nawarry, byli oburzeni. Zdaniem historyków katolickich grupa kalwinów pod dowództwem Odeta de La Noue Teligny’ego (zięcia admirała) postanowiła sprowadzić do miasta 4000 konnych, zająć Luwr i pociągnąć do odpowiedzialności zamachowców, którzy stali za zamachem na admirała Coligny’ego. Wśród ofiar mieli znaleźć się książę de Guise oraz de Nevers, a także członkowie rodziny królewskiej.

### Plan zabicia buntowniczych hugenotów
Król dowiedział się o planach hugenotów niemal natychmiast, oświadczył, że kalwini maszerują na Paryż i tej samej nocy zamierzają pojmać go w Luwrze. Jego matka, Katarzyna, oznajmiła, że dostała 3 oddzielne listy, które mówią, że kalwini chcą zabić ją, króla i wszystkich członków dworu. 23 sierpnia przerażony król spotkał się z członkami rady królewskiej i omówił niebezpieczeństwo ze strony hugenotów. Postanowiono uprzedzić atak kalwinów i zabić 30 protestanckich szlachciców, w tym Coligny’ego. Tamtego wieczoru matka wyjawiła, że to ona stała za zamachem na admirała; powiedziała też synowi, że należy „uciszyć” kalwińskich przywódców, bo inaczej wszystko się wyda.

## Przebieg wydarzeń nocy św. Bartłomieja
W sobotni wieczór 23 sierpnia Teligny udał się do Luwru, aby nakazać strzec domu, w którym przebywał Coligny. O 23:00 Karol IX wezwał prowosta Jeana Le Charrona i stwierdził, że hugenoci chcą zająć Luwr – co było prawdą, jednak atak miał się odbyć innego dnia – rozkazał zamknąć wszystkie bramy i zabezpieczyć łodzie na Sekwanie, oraz rozdać ludziom broń. Nie padł jednak rozkaz, aby rozpocząć pogrom hugenotów. Kilka godzin przed świtem książę Henryk de Guise i około 100 zbrojnych z rozkazu króla ruszyli by zabić najważniejszych kalwinów. Gdy dotarli do domu admirała, szybko zabili ludzi wiernych Coligny'emu, choć ci zdążyli zabarykadować dom. Sam Coligny został zabity przez Czecha Simanowitzema. Mord ten nakręcił spiralę przemocy: ludność myślała, że król nakazał zabić wszystkich hugenotów, ponieważ ci mieli zamiar zamordować rodzinę królewską. Mimo wszystko niektórzy katoliccy mieszkańcy udzielali pomocy i schronienia protestantom.
Karol IX początkowo nie czynił nic, aby zakończyć rzeź, ale dzień po rozpoczęciu masakry wydał rozkaz zaprzestania zabijania, co jednak zostało zignorowane. Gwizjusze starali się zaprzestać masakry, a katolicki książę Henryk udzielił nawet azylu 100 kalwinom. 25 sierpnia Karol IX sporządził listę kalwinów, którym miano zapewnić ochronę, zaś dwa dni później stwierdził przed parlamentem, że „wszystko to zrobione zostało wyraźnie na jego polecenie”, a Coligny i jego stronnicy są winni zdrady. Mimo wszystko wydaje się, że król nie był specjalnie zainteresowany przerwaniem masakr. Dopiero 30 sierpnia wydał bardziej zdecydowane rozkazy, grożąc karą śmierci za mordowanie hugenotów, pomimo tego, w niektórych miejscach dalej dochodziło do napadów.
Liczba zamordowanych jest przedmiotem badań i dyskusji, amerykański historyk Warren H. Carroll, ocenił, że zginęło 2 tys. protestantów w Paryżu i 3 tys. poza nim, co razem daje 5 tys. ofiar. Zdarzają się jednak wyliczenia wskazujące na wyższą liczbę ofiar.

## Po masakrze

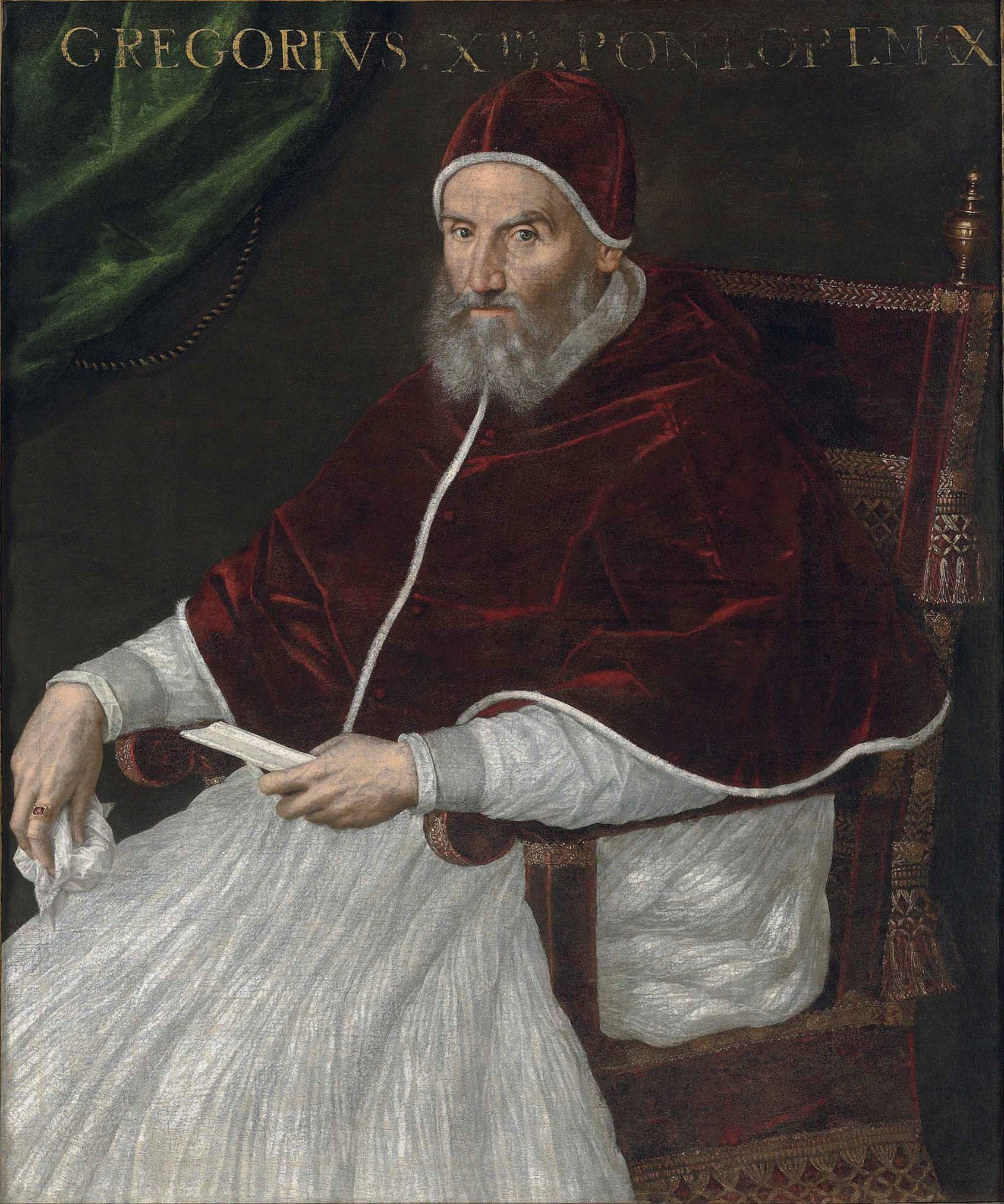
Obraz przedstawiający papieża Grzegorza XIII, który stwierdził: ,,Płaczę z powodu postępków króla [Karola IX], bezprawnych i zakazanych przez Boga".

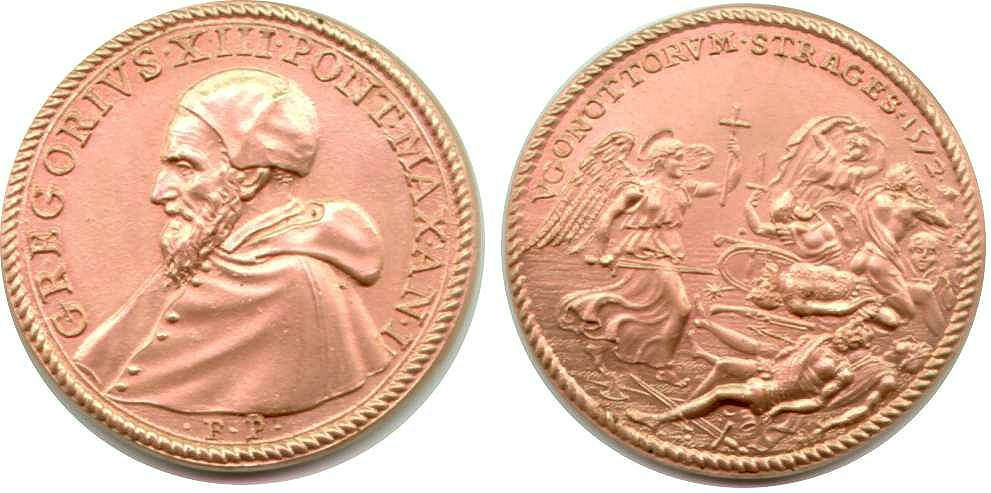
Medal wybity na polecenie papieża Grzegorza XIII
upamiętniający rzeź hugenotów z 1572 roku.

Rzeź pogłębiła podziały między katolikami a protestantami, ci pierwsi nie mogli zapomnieć zbrodni i mordów tych drugich, dokonywanych na księżach i zakonnikach, ci drudzy zaś wykorzystali Noc św. Bartłomieja jako dowód, że katolicy chcą całkowicie wybić protestantów. Papież otrzymał informacje o masakrze 2 września, jednak gubernator Lyonu skłamał Grzegorzowi XIII, że Coligny zmarł na skutek wcześniej odniesionej rany. Jego śmierć miała wywołać bunt wśród szlachty kalwińskiej, dlatego katolicka armia zaatakowała i zabiła kalwińskich przywódców. Papież był przekonany, że Coligny zorganizował spisek, który miał na celu zabójstwo króla i przejęcie korony przez hugenotów i dlatego odprawił mszę dziękczynną i wybił medal z tej okazji.
Im więcej jednak posiadał informacji, tym bardziej był przerażony działaniami króla Karola IX. Jak później stwierdził:

Płaczę z powodu postępków króla [Karola IX], bezprawnych i zakazanych przez Boga.

Karolowi IX przesłał list, w którym stwierdził, że choć cieszy się z udaremnionego spisku, to cieszyłby się bardziej, gdyby król zachował przy tym czyste ręce. Papież odmówił również udzielenia audiencji człowiekowi, odpowiedzialnemu za zamach na życie Coligny'ego. Z kolei król Hiszpanii Filip II przyjął z zadowoleniem zamordowanie protestanckich przywódców, nie zwracając uwagi na inne ofiary, pomimo tego starał się nie dopuścić, by takie pogromy wydarzyły się w jego kraju.

## Upamiętnienie
Na pamiątkę wydarzeń nocy św. Bartłomieja w wielu Kościołach protestanckich (głównie tradycji reformowanej) obchodzone jest święto (23 sierpnia) o tej samej nazwie. Rocznicy towarzyszy zwykle uroczyste nabożeństwo. W Polsce święto obchodzone jest m.in. przez Kościół Ewangelicko-Reformowany w RP.

## Noc św. Bartłomieja w kulturze

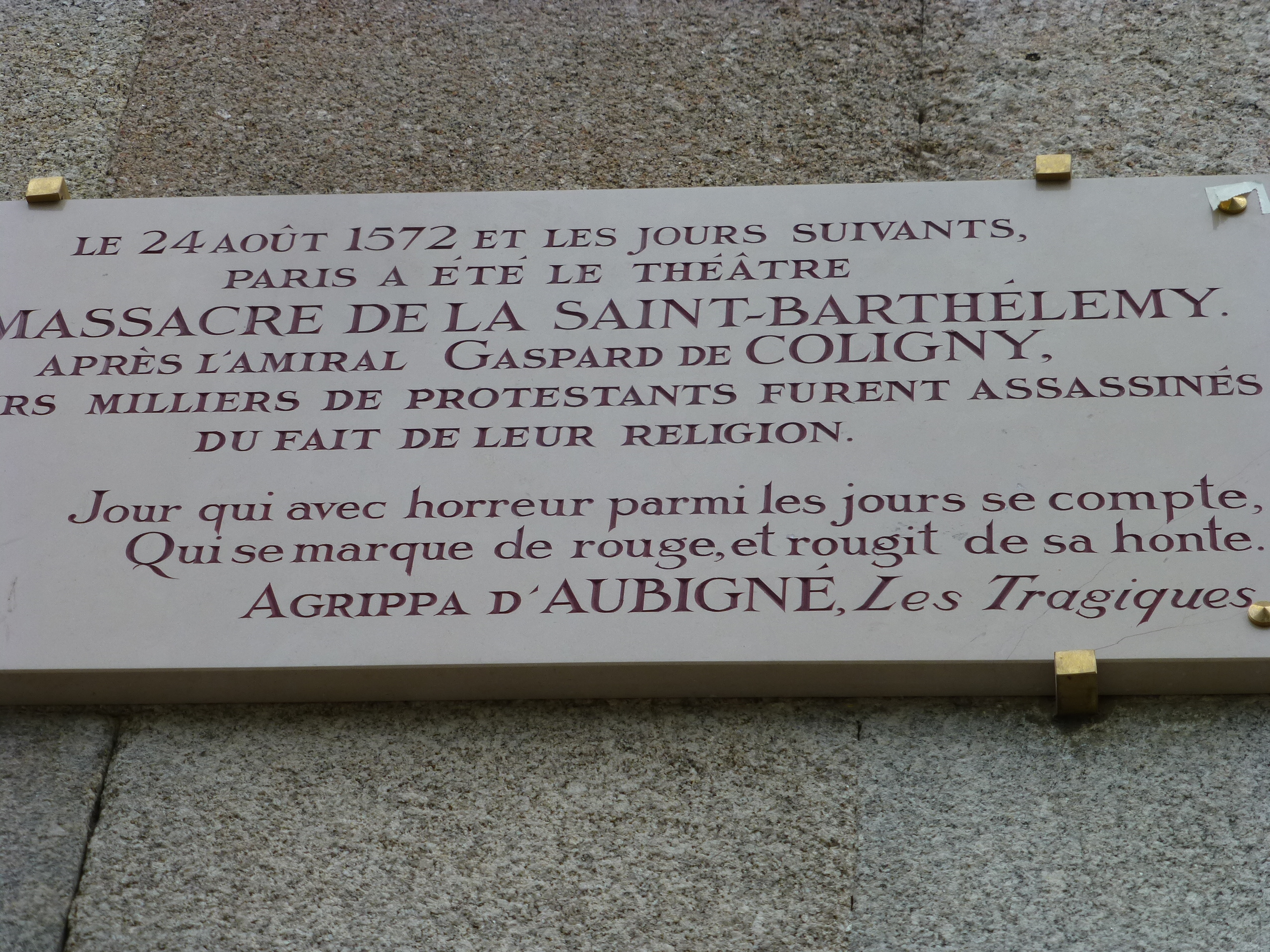
Tablica upamiętniająca ofiary nocy św. Bartłomieja.

Temat nocy świętego Bartłomieja stał się niezwykle aktualny we Francji przedrewolucyjnej. Wolter widział jej przyczynę w fanatyzmie katolików i samowoli monarszej, a zarazem traktował ją jako realizację teorii Machiavellego. Mirabeau, za Wolterem, uważał ją za jeden z najbardziej przekonujących argumentów przeciw ancien regime`owi. W 1772 roku Sebastian Mercier wystawił sztukę Jean Hennuyer w całości poświęconą temu tematowi. 4 listopada 1789 roku miała miejsce premiera pierwszej „tragedii narodowej” – Karol IX Marie-Josepha Chéniera.
Ponownie temat nocy świętego Bartłomieja stał się aktualny pod koniec Restauracji, w okresie dużych napięć społecznych i obaw przed zamachem na Konstytucję ze strony panującego monarchy. W 1823 roku Amadeusz de Tissot ogłosił tragedię Les Massacres de la Saint-Bathélemy. W 1826 Karol Rémusat napisał tragedię La Saint-Bathélemy, a dwa lata później Prosper Mérimée wydał powieść Kronika z czasów Karola IX. Tim Willocks osadził swą powieść „Dwanaścioro z Paryża” w czasie pogromu hugenotów z 1572 roku.
Do najbardziej znanych nawiązań w kulturze, opartych na tych wydarzeniach należą: opera Giacomo Meyerbeera Hugenoci (1836) oraz wielokrotnie ekranizowana powieść Aleksandra Dumasa (ojca) – Królowa Margot (1845). Wśród ekranizacji powieści Dumasa należy wymienić Królową Margot z 1994, którą wyreżyserował Patrice Chéreau. Od 2012 roku warszawski Teatr Wolandejski wystawia sztukę dotycząca wydarzeń nocy św. Bartłomieja pt. „Masakra Paryska”. Heinrich Mann napisał powieść „Młodość króla Henryka IV” w 1935 roku. Na podstawie tej powieści w 2010 roku powstał film Henryk IV. Król Nawarry, zrealizowany w międzynarodowej koprodukcji (austriacko-czesko-francusko-hiszpańsko-niemieckiej) w reżyserii Jo Baiera.
Lorenzo de' Medici napisał powieść „La conjura de la reina”, wydaną w Polsce w 2007 roku pod tytułem „Noc świętego Bartłomieja” przez Dom Wydawniczy Bellona.